# Jacques De Decker
Jacques De Decker (ur. 19 sierpnia 1945 w Brukseli, zm. 12 kwietnia 2020 tamże) – belgijski pisarz, dramaturg i krytyk literacki.

## Życiorys
Studiował filologię germańską na Université Libre de Bruxelles. Po ukończeniu studiów został zatrudniony jako asystent w École d'Interprètes Internationaux na Uniwersytecie w Mons, gdzie wykładał język i kulturę niderlandzką. Nauczał też historii teatru w Conservatoire de Bruxelles. Był dziennikarzem i krytykiem literackim, prowadził rubrykę literacką w Le Soir.
Od lat 70. związany był z teatrem, jako aktor i reżyser.  W 1976 roku wyreżyserował Petit matin, pierwszą sztukę własnego autorstwa. Jego pierwsza powieść La Grande roue została opublikowana w 1984 roku.

## Wybrane publikacje

### Sztuki teatralne
- Petit matin (1976)
- Jeu d'intérieur (1979)
- Tranches de dimanche (1987)
- Le Magnolia (2000)

### Proza
- La Grande roue (1985)
- Parades amoureuses (1990)
- Le Ventre de la baleine (1996)
- Tu n'as rien vu à Waterloo (2003)
- Histoires de tableaux (2005)
- Modèles réduits (2010)